# Manduca scutata
Manduca scutata är en fjärilsart som beskrevs av Rothschild och Jordan 1903. Manduca scutata ingår i släktet Manduca och familjen svärmare. Inga underarter finns listade i Catalogue of Life.

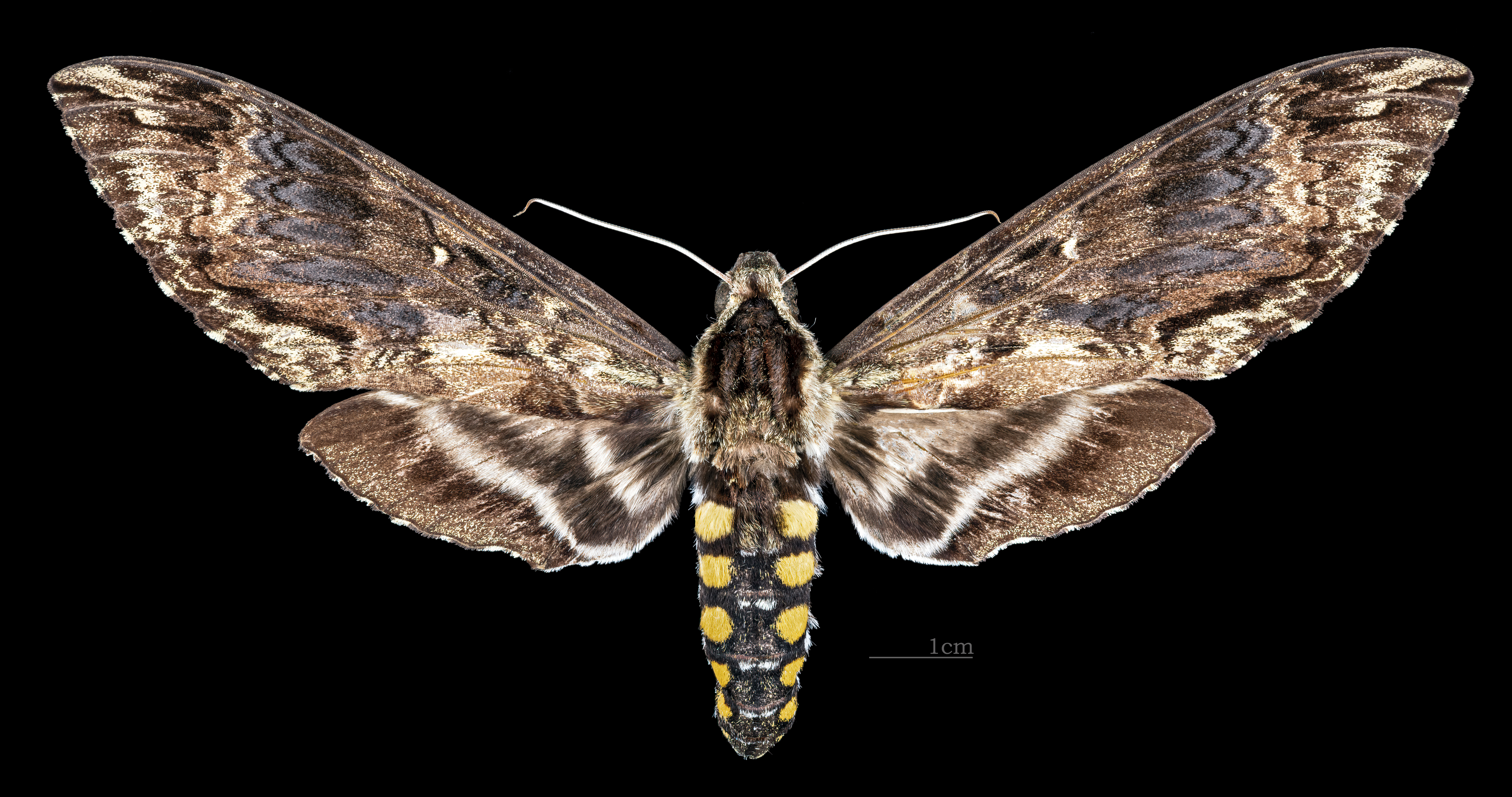
Manduca scutata  ♀
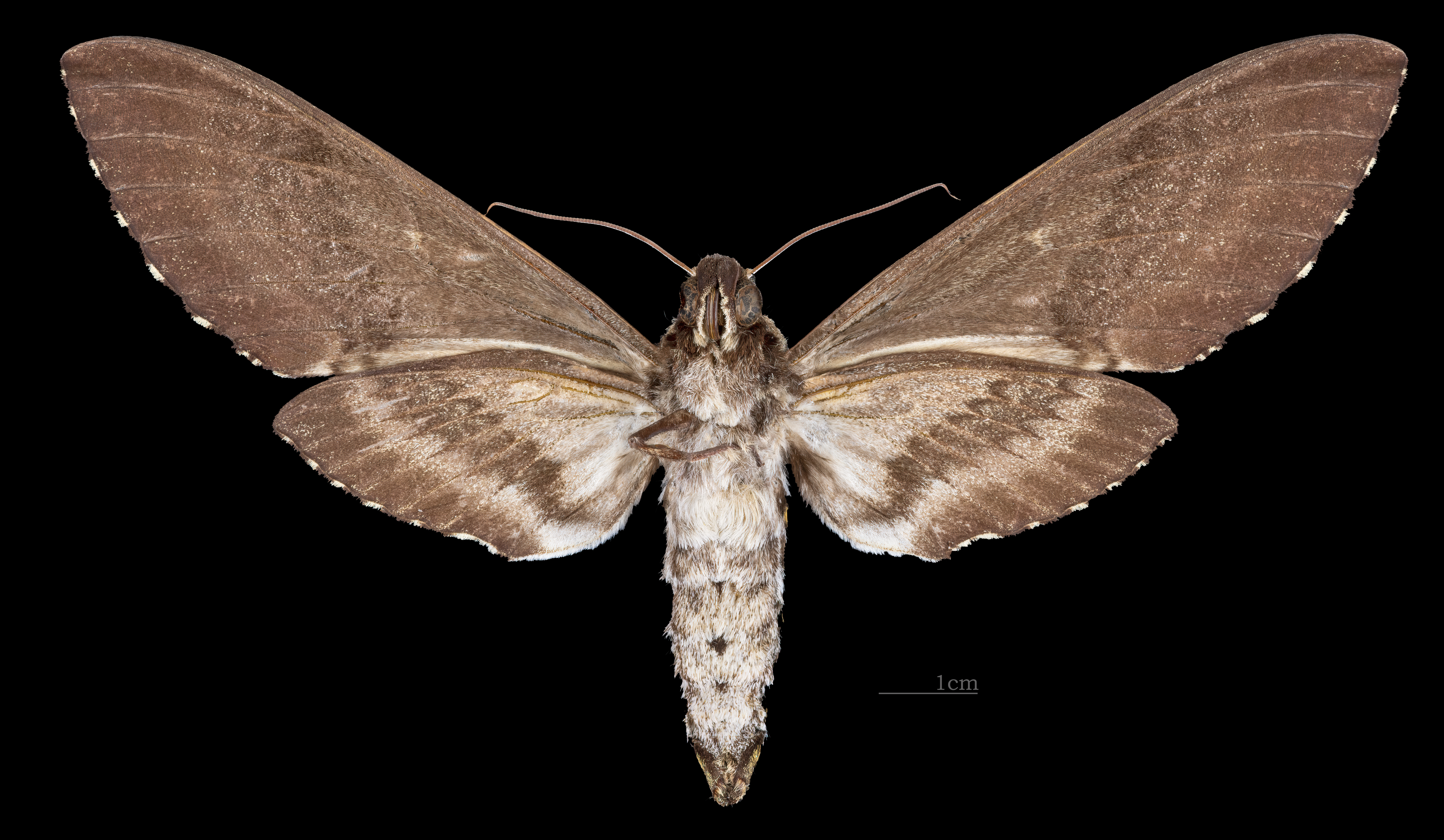
Manduca scutata  ♀ △